# 北海道臨床心理士会
北海道臨床心理士会（ほっかいどうりんしょうしんりしかい、英語: Hokkaido Society of Certified Clinical Psychologists）は、北海道札幌市中央区北1条西15丁目1番地3 大通ハイムに事務局を置く北海道の臨床心理士の職能団体である。全国47の都道府県臨床心理士会のひとつ。

## 概要
北海道臨床心理士会は、北海道における臨床心理士有資格者の相互の連携を密にすることで、その資質と技能の向上を図り、もって道民の心の健康の保持増進に寄与することを目的として設立された。
臨床心理士の北海道職能団体としての組織活動だけでなく、文部科学省のスクールカウンセラー事業の対象になっていない私立学校・大学などの教育機関や、民間企業などがメンタルヘルス対策のために臨床心理士との契約を希望したり、医療機関が新たに臨床心理士の雇用を希望したりする場合も、その旨の依頼に基づいて登録会員臨床心理士への求人情報の周知や、臨床心理士の推薦を行う窓口となる。
また、災害や事故、あるいは事件・犯罪・自殺などの緊急時には、地方自治体と連携し、被災者・被害者の心のケアのため、学校などの現場や周辺地域、および事案関係者らを対象に臨床心理士を派遣するなど、各種支援活動の体制を整えている。

## 入会資格
- 臨床心理士有資格者または公認心理師有資格者に限る ※有資格者の入会登録は任意